# Struer fri fagskole
Struer Fri Fagskole er en ungdomsuddannelse målrettet unge i aldersgruppen fra ca. 16 år og er placeret i Struer. Skolen er en kostskole  med undervisningsmetoder der lægger særlig vægt på praktisk læring. 
Der tilbydes fem forskellige linjer indenfor: Håndværk, Care, Game Design samt Crea og Gastronomi. Struer fri fagskole ligger nær Limfjorden i byen  Struer.